# Marcos Daniel Figueroa
Marcos Daniel Figueroa (Rosario, Provincia de Santa Fe, Argentina; 18 de enero de 1990) es un futbolista argentino. Juega como delantero y su primer equipo fue Lanús. Actualmente se encuentra en el Club Club Y Biblioteca Ramón Santamarina.

## Trayectoria

### Lanús
Llegó a los 4 años a Lanús y continuó allí hasta llegar al primer equipo en el 2010. Logró convertirse en el goleador histórico de las inferiores de ese club con 91 goles en 146 partidos. Además en reserva anotó 16 goles en tan solo 16 partidos.
Debutó en primera división el 15 de mayo de 2010 por la fecha 19 del Torneo Clausura ante Vélez Sarsfield. Ese día el entrenador de Rosario Central dispuso un equipo alternativo ya que su equipo estaba condenado a jugar la Promoción a pesar de cualquier resultado que se diera en el partido. Marcos ingresó a los 66 minutos en lugar de Adrián de León.

### Central Córdoba
Con el equipo charrúa terminó sexto en la tabla de posiciones y obtuvo un lugar para participar del torneo reducido en busca de un ascenso a la Primera B. Su equipo se impuso en el reducido y jugó la Promoción ante Sportivo Italiano: el primer partido terminó 1 a 1 en el Gabino Sosa y el segundo terminó 2 a 0 a favor de los rosarinos (con un gol de Figueroa) por lo que Central Córdoba ascendió de categoría. A pesar de estar a préstamo, Figueroa no volvió a Rosario Central ya que la dirigencia no le renovó el contrato.

### Argentinos Juniors
El 12 de julio de 2012 se confirmó su incorporación a Argentinos Juniors. El día que debutó en las redes, logró hacer un "hat-trick" contra Unión de Santa Fe en un empate 3-3.

### Atlético Rafaela
Luego de su paso por Argentinos Juniors, el futbolista llega en 2013 a Atlético Rafaela para disputar el Torneo Inicial 2013

### San Martin (SJ)
Llega al equipo sanjuanino para afrontar el torneo transición de la B Nacional, torneo en el cual ascienden  a la Primera División.

### Temperley
Iván Delfino es el técnico que lo lleva al equipo del sur de la Provincia de Buenos Aires para la temporada 2016.

### San Martín (Tucumán)
En junio de 2018 llega a Tucumán para disputar la Superliga Argentina con San Martín. El técnico del ciruja Tucumano, Rubén Darío Forestello, dio el visto bueno pues ya lo había dirigido en su paso por San Martín de San Juan.

### Ramón Santamarina
En octubre de 2024 después de tres años sin jugar futbol y seis años sin jugar futbol profesional. Volvió a jugar en Ramón Santamarina disputando el Torneo Federal A.

## Clubes
| Club                         | País      | Año       |
| ---------------------------- | --------- | --------- |
| Lanús                        | Argentina | 2010-2011 |
| Central Córdoba de Rosario   | Argentina | 2011-2012 |
| Argentinos Juniors           | Argentina | 2012-2013 |
| Atlético Rafaela             | Argentina | 2013-2014 |
| San Martín de San Juan       | Argentina | 2014-2015 |
| Temperley                    | Argentina | 2016-2018 |
| San Martín de Tucumán        | Argentina | 2018      |
| Cobresal                     | Chile     | 2019      |
| Mitre de Santiago del Estero | Argentina | 2019-2020 |
| Temperley                    | Argentina | 2020-2021 |
| Trinidad de San Juan         | Argentina | 2021      |
| Ramón Santamarina            | Argentina | 2024      |

### Estadísticas
- Actualizado al 27 de noviembre de 2017

| Lanus Argentina                             |               |               |     |    |   |   |   |    |     |      |      |
| 1ª                                          | 2009-10       | 1             | 0   | 0  | 0 | 0 | 0 | 1  | 0   | 0.00 |      |
| 1ª                                          | 2010-11       | 0             | 0   | 0  | 0 | 0 | 0 | 0  | 0   | 0.00 |      |
| Total club                                  | Total club    | 1             | 0   | 0  | 0 | 0 | 0 | 1  | 0   | 0.00 |      |
| Central Córdoba Argentina                   |               |               |     |    |   |   |   |    |     |      |      |
| 4ª                                          | 2011-12       | 40            | 10  | 4  | 1 | 0 | 0 | 44 | 11  | 0.25 |      |
| Total club                                  | Total club    | 40            | 10  | 4  | 1 | 0 | 0 | 44 | 11  | 0.25 |      |
| Argentinos Juniors Argentina                |               |               |     |    |   |   |   |    |     |      |      |
| 1ª                                          | 2012-13       | 26            | 4   | 0  | 0 | 1 | 0 | 27 | 4   | 0.15 |      |
| Total club                                  | Total club    | 26            | 4   | 0  | 0 | 1 | 0 | 27 | 4   | 0.15 |      |
| Atlético de Rafaela Argentina               |               |               |     |    |   |   |   |    |     |      |      |
| 1ª                                          | 2013-14       | 19            | 0   | 0  | 0 | 0 | 0 | 19 | 0   | 0.00 |      |
| Total club                                  | Total club    | 19            | 0   | 0  | 0 | 0 | 0 | 19 | 0   | 0.00 |      |
| San Martín (SJ) Argentina                   |               |               |     |    |   |   |   |    |     |      |      |
| 2ª                                          | 2014          | 19            | 5   | 1  | 0 | 0 | 0 | 20 | 5   | 0.25 |      |
| 1ª                                          | 2015          | 30            | 7   | 2  | 0 | 0 | 0 | 32 | 7   | 0.30 |      |
| Total club                                  | Total club    | 49            | 12  | 3  | 0 | 0 | 0 | 52 | 12  | 0.27 |      |
| Temperley Argentina                         |               |               |     |    |   |   |   |    |     |      |      |
| 1ª                                          | 2016          | 14            | 3   | 0  | 0 | 0 | 0 | 14 | 3   | 0.21 |      |
| 1ª                                          | 2016-17       | 28            | 7   | 0  | 0 | 0 | 0 | 28 | 7   | 0.31 |      |
| 1ª                                          | 2017-18       | 9             | 1   | 1  | 0 | 0 | 0 | 9  | 1   |      |      |
| Total club                                  | Total club    | 49            | 10  | 1  | 0 | 0 | 0 | 50 | 11  | 0.29 |      |
| Total carrera                               | Total carrera | Total carrera | 186 | 36 | 8 | 1 | 1 | 0  | 193 | 37   | 0.21 |
| (3) No incluye goles en partidos amistosos. |               |               |     |    |   |   |   |    |     |      |      |

## Palmarés
| Título                     | Club                   | País      | Año  |
| -------------------------- | ---------------------- | --------- | ---- |
| Ascenso a Primera División | San Martín de San Juan | Argentina | 2014 |